# Gorilla Glass
Gorilla Glass là nhãn hiệu được đăng ký của kính cường lực phát triển và sản xuất bởi Corning, hiện là thế hệ thứ 4, với thiết kế mỏng, nhẹ và chống trầy. Đây không phải là loại kính duy nhất của Corning; các loại kính tương tự gồm Asahi Glass Co. Dragontrail và Schott AG Xensation.
Tấm kính silicat nhôm-kiềm được sử dụng chủ yếu như lớp kính bảo vệ cho các thiết bị cầm tay, bao gồm điện thoại di động, máy nghe nhạc cầm tay, màn hình máy tính, và một vài màn hình TV. Nó được sản xuất ở Harrodsburg, Kentucky, Mỹ, ở Asan, Hàn Quốc, và Đài Loan.

## Lịch sử
Corning thử nghiệm kính cường lực hóa học vào năm 1960, như một phần sáng kiến "Dự án lực". Trong vài năm họ đã phát triển một "kính chịu lực" quảng cáo là Chemcor. Sản phẩm được sử dụng đến đầu những năm 1990 trong các ứng dụng thương mại và doanh nghiệp, bao gồm ô tô, hàng không và dược liệu. Thí nghiệm được làm lại vào 2005, điều tra xem kính có đủ mỏng để đưa vào sử dụng trong các thiết bị điện thử. Nó được đưa vào sử dụng thương mại khi Apple hỏi Corning về độ mỏng, chịu lực; nó được sử dụng trên iPhone mới.

## Liên kết
- Website chính thức
- Lotus Glass (product page), Corning[liên kết hỏng].
- Why Glass Breaks trên YouTube